# Renault K-motor
Renault K-motoren er en firecylindret bilmotor fra Renault.

## KxJ benzinmotor
KxJ-motoren har et slagvolume på 1.390 cm³ eller 1,4 liter. Motoren er en videreudvikling af Renault Energy ExJ.

### Tekniske specifikationer
- Slagvolume: 1390 cm³
- Kompressionsforhold: 9,5−10,0:1
- Boring × slaglængde: 79,5 x 70,0 mm[2]
- Brændstofforsyning: Multipoint-indsprøjtning
- Brændstoftype: Benzin
- Katalysator: Ja
- Oliekapacitet: 3,5 liter
- Anbefalet motorolie: 5W30[3]

### Applikationer

#### K7J/8v
| Motorkode | Effekt                            | År                      | Bilmodel(ler)             |
| --------- | --------------------------------- | ----------------------- | ------------------------- |
| K7J 700   | 55 kW (75 hk) ved 5500 omdr./min. | 1997 −                  | Renault Clio              |
|           | 55 kW (75 hk) ved 5500 omdr./min. | 1997 − 2003             | Renault Kangoo            |
| K7J 710   | 55 kW (75 hk) ved 5500 omdr./min. | 2004 − 2010 2008 − 2010 | Dacia Logan Dacia Sandero |

I starten af 2011 erstattede Dacia den gamle KxJ-motor med Euro5-kompatible 1,0- (16 ventiler), 1,2- (16 ventiler) og 1,6-litersmotorer.

#### K4J/16v
| Motorkode   | Effekt                            | År          | Bilmodel(ler)                 |
| ----------- | --------------------------------- | ----------- | ----------------------------- |
|             | 70 kW (95 hk)                     | 1999 − 2000 | Renault Clio                  |
|             | 72 kW (98 hk)                     | 2000 − 2005 | Renault Clio                  |
| K4J 712/713 | 72 kW (98 hk) ved 6000 omdr./min. | 2005 − 2012 | Renault Clio (II)             |
| K4J 730     | 70 kW (95 hk) ved 6000 omdr./min. | 1999 − 2003 | Renault Megane Renault Scénic |
| K4J 770     | 72 kW (98 hk) ved 5700 omdr./min. | 2004 − 2010 | Renault Modus                 |

## KxM benzinmotor
KxM-motoren har et slagvolume på 1.598 cm³ og er udstyret med multipoint-indsprøjtning og EGR-system.

### Tekniske specifikationer
- Slagvolume: 1598 cm³
- Boring × slaglængde: 79,5 x 80,5 mm[3]
- Brændstofforsyning: Multipoint-indsprøjtning
- Brændstoftype: Benzin
- Katalysator: Ja
- Oliekapacitet: 3,5 liter
- Anbefalet motorolie: 5W30[3]

### Applikationer

#### K7M/8v
| Motorkode   | Effekt                            | År                      | Bilmodel(ler)                 |
| ----------- | --------------------------------- | ----------------------- | ----------------------------- |
| K7M 702/703 | 66 kW (90 hk) ved 5000 omdr./min. | 1995 − 1999             | Renault Mégane Renault Scénic |
| K7M 710     | 64 kW (87 hk) ved 5500 omdr./min. | 2004 − 2010 2008 − 2010 | Dacia Logan Dacia Sandero     |
| K7M 720     | 55 kW (75 hk) ved 5000 omdr./min. | 1995 − 1999             | Renault Mégane Renault Scénic |
| K7M 744/745 | 66 kW (90 hk) ved 5250 omdr./min. | 1998 − 2003             | Renault Clio (II)             |
| K7M 790     | 66 kW (90 hk) ved 5000 omdr./min. | 1996 − 1999             | Renault Mégane Renault Scénic |
| K7M 800     | 62 kW (84 hk) ved 5250 omdr./min. | 2011 −                  | Dacia Logan Dacia Sandero     |
| K7M 812     | 60 kW (82 hk) ved 5000 omdr./min. | 2012 −                  | Dacia Lodgy                   |

#### K4M/16v
| Motorkode       | Effekt                             | År          | Bilmodel(ler)                           |
| --------------- | ---------------------------------- | ----------- | --------------------------------------- |
| K4M 606/696     | 77 kW (105 hk) ved 5750 omdr./min. | 2010 −      | Dacia Duster Dacia Logan Dacia Sandero  |
| K4M 690         | 77 kW (105 hk) ved 5750 omdr./min. | 2006 −      | Dacia Logan                             |
| K4M 710         | 79 kW (107 hk) ved 5750 omdr./min. | 2001 − 2005 | Renault Laguna (II)                     |
| K4M 782         | 83 kW (113 hk) ved 6000 omdr./min. | 2002 − 2006 | Renault Mégane (II) Renault Scénic (II) |
|                 | 82 kW (112 hk) ved 6000 omdr./min. | 2006 − 2010 | Renault Mégane (II) Renault Scénic (II) |
| K4M 788         | 77 kW (105 hk) ved 5750 omdr./min. | 2002 − 2008 | Renault Mégane (II)                     |
| K4M 812/813/858 | 81 kW (110 hk) ved 6000 omdr./min. | 2001 − 2012 | Renault Mégane (II/III)                 |
| K4M 848         | 74 kW (101 hk) ved 5500 omdr./min. | 2008 −      | Renault Mégane (III)                    |
| K4M RS          | 98 kW (133 hk) ved 6750 omdr./min. | 2008 −      | Renault Twingo RS                       |

## K9K dCi dieselmotor
K9K er en serie af firecylindrede turboladede dieselmotorer udviklet i joint venture mellem Nissan og Renault. Turboladeren er fremstillet af BorgWarner. Motoren har et slagvolume på 1.461 cm³ og kaldes 1,5 dCi (diesel Common-rail injection, dansk: Diesel commonrail-indsprøjtning). Brændstofindsprøjtningssystemet leveres af Delphi på Euro4-versionerne med lav (op til 66 kW/90 hk) effekt eller af Bosch på Euro5-versioner. Versioner med høj (fra 70 kW/95 hk og opefter) effekt har indsprøjtningssystem fra Continental (tidl. Siemens).

### Applikationer
- Mercedes-Benz A-klasse (80 kW/109 hk)
- Mahindra Verito (48 kW/65 hk)
- Nissan Micra (47 kW/64 hk)
- Nissan Sunny (Indien) (63 kW/85 hk)
- Nissan Juke (81 kW/110 hk)
- Nissan Note (66 kW/90 hk)
- Nissan Cube (81 kW/110 hk)
- Nissan Tiida (77 kW/105 hk)
- Nissan Qashqai (81 kW/110 hk)
- Nissan NV200 (66 kW/90 hk)
- Renault Laguna (81 kW/110 hk)
- Renault Pulse (Indien) (47 kW/64 hk)
- Renault Scala (Indien) (63 kW/85 hk)
- K9K 700/704 (48 kW/65 hk): Dacia Logan, Renault Clio (II), Renault Kangoo, Renault Thalia, Suzuki Jimny
- K9K 792 (55 kW/75 hk): Dacia Sandero, Renault Clio (III)
- K9K 260/702/710/722 (60 kW/82 hk): Nissan Almera, Renault Mégane (II), Renault Clio (II), Renault Thalia, Renault Kangoo, Renault Scénic (II), Nissan Micra (III)
- K9K 728/766/796/830 (63 kW/85 hk): Renault Mégane (II), Renault Modus, Renault Clio (III), Renault Mégane (III)[9], Dacia Sandero, Nissan Micra (III)
- K9K 832 (77 kW/105 hk): Renault Kangoo, Renault Scénic (III)
- K9K 836 (81 kW/110 hk): Renault Mégane (III)
- K9K 846 (81 kW/110 hk): Dacia Lodgy 2012−[10]
- K9K 892 (55 kW/75 hk og 66 kW/90 hk): Dacia Logan 2011−[11], Dacia Sandero[12], Renault Clio (III)
- K9K 896 (81 kW/110 hk): Dacia Duster 2011−[13]